# Theudebald bajor herceg
Theudebald, kinek neve megjelenik Theudebald, Theodolt és Theodoalt formákban is, bajor herceg volt kb. 711-től 717-ben, vagy 719-ben bekövetkezett haláláig. Apja, Theodo Passauban, vagy Salzburgban ruházta át rá a hatalmat. Theodo és Folchaid második gyermeke.
Apja felosztotta hercegségét négy fia között még 715 előtt. Theodo 716-os halála után a fiúk együtt gyakorolták a hatalmat, de nem bizonyított, hogy a hercegséget területi alapon felosztották volna egymás között. Ha ez mégis így történt, akkor Theudebald feltehetőleg Ratisbon városában rendezhette be központját, innen kiindulva vezetett háborút a türingiaiak ellen.
Theudebald neve a Salzburgi Kódexben (Salzburger Verbrüderungsbuch) tűnik fel 784-es dátummal. 
Ismert felesége, Biltrude első, vagy második felesége volt. Feltehetőleg volt egy Waldrada nevű felesége is, azonban egyes szerzők úgy vélik, ő valójában Theudebald fivérének, Taszilónak a felesége volt. Biltrude később újra férjhez ment, új férje Grimoald volt, aki Theudebald legifjabb fivére, és a trónkövető volt.

## Lásd még
- Bajorország uralkodóinak listája

## Fordítás
- Ez a szócikk részben vagy egészben  a   Theobald of Bavaria című angol Wikipédia-szócikk ezen változatának fordításán alapul.  Az eredeti cikk szerkesztőit annak laptörténete sorolja fel. Ez a jelzés csupán a megfogalmazás eredetét és a szerzői jogokat jelzi, nem szolgál a cikkben szereplő információk forrásmegjelöléseként.